# あのよこのよ
『あのよこのよ』は、演出家・青木豪が作・演出を手掛け、2024年4月8日から同年5月10日にかけて上演された舞台作品。主演は安田章大。
上演時間は1時間50分。

## 概要
本作は、江戸から明治に変わり、西洋の文化を取り入れ始めた明治5年を舞台に、架空の浮世絵師・刺爪秋斎がひょんなことから事件に巻き込まれる奇想天外な「痛快時代劇」。エンターテインメント性があり、ファンタジー要素もある作品となっており、タイトルの通り、物語は「このよ」と「あのよ」が交錯し進んでいく。
主演の安田章大と脚本・演出の青木豪のタッグによる舞台作品としては、2019年に上演した『マニアック』以来、約5年振りであり、安田が主演することを前提に書き下ろされた作品となっている。なお、青木が完全なオリジナルで作・演出を手がけるのも『マニアック』以来となる。
安田は所属グループがSUPER EIGHTに改名後初の舞台作品への出演となる。
ミツを演じる潤花は、2023年に宝塚歌劇団を退団後初の舞台作品への出演となる。
劇中では鮮やかな立ち回りが印象的な殺陣などのアクションシーンや、安田演じる秋斎による歌唱シーンもある。

物語のキーアイテムとなる秋斎の眼鏡は小道具として特注で作ったものであり、安田の体調を考慮し、色付き眼鏡を時代考証の観点からも違和感なく作品の中に登場できるように工夫されている。
2024年4月13日には、安田と共に関ジャニ∞（当時）のメンバーだった錦戸亮がライブツアー『RYO NISHIKIDO LIVE TOUR 2024 "NOMADOFNOWHERE"』を本作の会場であるPARCO劇場のある渋谷区のLINE CUBE SHIBUYAで開催しており、錦戸のライブのMCにて、安田が錦戸の公演前に「亮もがんばってね」というメッセージを送り、互いの公演を激励し合っていたことを明かした。

## 制作

### 制作の経緯
パルコ側から青木に対して「安田くんと痛快な時代劇をやりませんか？」とオファーがあったことがきっかけで本作の制作が始まった。その後、2023年時点で青木が安田のスケジュールを確認し、安田側から「この年のこの時期ならできます」という返事をもらい、脚本の制作に取り掛かったという。脚本の制作開始から上演まで一年ほどしか時間が無かったものの、青木は「安田くんと一緒にできるのが嬉しいから、時間は無いけど面白いものを書かなきゃという気持ちで書いていきました」と語っている。なお、安田は青木と2019年から2020年辺りから作品の話はしており、一度別に書いたものがあったが、コロナ禍を経て社会の状況も変わったことで青木が書き直したという。安田曰く「ここ何年かみんながみんなふわっと宙に浮いたような時期を過ごしていた」ことから、「自分たちは今、ちゃんと現代を楽しんで生きられているのかよく分からないよね」というところから着想したという。
元々「時代劇」という枠組みは決まっており、そこから物語を膨らますなかで、青木によると当初は「鬼退治」の物語にしようとしていたという。しかし、安田は2017年に「髄膜腫」を患い、その後遺症の「光過敏」により、色付き眼鏡（サングラス）が日常的に必要となったが、青木には安田が「いやいや、舞台に立つんだからグラサンなんかしないで大丈夫！」と言いながら無理をしてしまうことが予想できたため、安田に無理をさせず、尚且つ、元々パルコ側から「時代劇」の作品を提案されていたことから、サングラスをしていても不自然ではない時代劇を模索したという。
一度はサングラスを劇中でかけるのは難しいと考えることもあったというが、青木はそれでもサングラスをかけないことによる安田の体調を心配し、「現代の人間が昔に飛ぶ」というタイムスリップものの案も考えたが、それ以上良いストーリーが浮かばずに没となった。そこで、「そもそもサングラスは日本にいつから普及したのか」を調べたところ、戦国時代に日本に持ち込まれ、江戸時代後期から明治の初めには巷に出始めていたことが分かり、「安田のキャラクターを生かせる時代っていつだろう」と考えた時に、「半分洋装で半分和装の明治時代の初めが面白いかも」と思い付き、「眼鏡をかけた人がチャンバラしている」という画が浮かんだという。さらに、当時はそれまで江戸幕府のお抱え浮世絵師だった人たちがお役御免になり、元々武家に生まれた人であるため「剣術も使えるので立ち回りも不自然じゃないな」と思い付き、本作の物語が決まったという。
青木は、安田が闘病中のことを振り返って「俺、なんであんなに怯えてたんだろう」と語った言葉に「もの凄く感動した」といい、「あんなに大変な思いをした人から、どうしてこういう言葉が出るんだろう」「僕なんか全然大変じゃないのに、怯えてばかりいる」「悩むことも止められないから、しょせん、そうやって生きていくしかない」と、本作を書く上でその言葉に突き動かされたという。
なお、本作の話が動く少し前に、青木が手掛けた劇団四季のミュージカル『バケモノの子』を、「僕にとって大切な作品のひとつだから、ヤスに観て欲しかった」との想いから安田を招待したという。
青木は台本を書き始める前に、「映画『ツィゴイネルワイゼン』のように迷宮に入るものがやりたい」と安田に話していたという。

### 世界観
本作の冒頭のシーンは、秋斎のモデルの一人で幕末から明治にかけて活躍した河鍋暁斎の浮世絵を切り取ったような世界観となっており、本作を象徴するような現実とファンタジーが混ざり合った世界観となっている。これについて青木曰く蜷川幸雄の影響だといい、蜷川がいつも「最初にお客を掴めなかったら終わりだ」というようなことを言っていたため、青木は冒頭の場面を作るために河鍋暁斎が筆禍事件（明治3年）で捕らえられた時に描いたとされる風刺画や、地獄を描いた浮世絵などを眺めながら考えたという。その後、冒頭のシーンを思いつき、「最初の30分はこれでいける！」と確信したといい、配役を中村梅雀と市川しんぺーで考えたところ、冒頭の台詞が浮かんできたという。
青木が作品を作る時に心がけているのは「職人になりきること」だといい、「自分の作品の色はこうだ」と主張するより、「オーダーに答えられる職人でいたい」という考えだという。今回の場合のオーダーは、「安田（主演）で痛快時代劇を作る」であったため、青木が考える自身の仕事は「殺陣の指導としても参加している南誉士広と相談しながら殺陣を格好良く仕上げる」「全ての登場人物に少しずつでも良いから目立つシーンを作る」ということだという。また、青木は「場面のつなぎで観ている皆さんをお待たせしない」ということも大切にしているといい、「この芝居を作りたいと発言した制作」や「観客のオーダー」、すなわち「『期待』に応えられる職人でありたい」と語っている。これは、青木自身が元々「演劇マニア」だったからであり、青木は「演劇は演劇であれば良い」と考えているため、本作には青木が観てきた様々な演劇の要素が数多く入り込んでいるという。これに対して青木はヒップホップの音楽を聴いた時にサンプリングの元ネタを探したくなるように、本作を観劇した人には散りばめられた「様々な演劇の元ネタを探してもらえたら」と語っている。
安田と青木が共に唐十郎のファンということもあり、アングラ演劇の要素を一部取り入れている。本作の稽古初日に、安田から「いろんなのが入ってるねえ」と言われ、青木は「ものすごく嬉しかった」と語っている。
本作は言葉自体に明治時代のニュアンスを汲んでおらず、安田も「衣裳が和装でなければ現代劇に見える」と語っており、そこを「良き違和感」として「何とも言えない環境に置かれた繊細且つ不思議で謎なエンターテインメントショー」と表現している。
本作で秋斎が激動の時代に翻弄されていく様子は、コロナ禍や震災といった影響で希望や居場所が失われていく現代を生きる人たちにもリンクするところがあるといい、安田は「生きづらい世の中だけど、劇場でリラックスしながら観て、心温まって帰ってくれたらうれしい」と語っている。

### キャラクター・設定
主人公の刺爪秋斎は、青木による安田の当て書きである。秋斎は世を見るための眼鏡をかけ、描くための筆を持った人物であるが、秋斎のキャラクターの特徴として一番最初に青木が考えたのは「サングラス（眼鏡）」だという。
安田が色付き眼鏡（サングラス）をかけていても違和感のない設定の時代劇を考えるにあたり、サングラスが普及したのが江戸時代後期から明治の初めであることが分かったため、この時代の浮世絵師を調べていたところ、狩野派で絵が上手く、それでいて普通の人が題材に選ばないような骸骨や鬼などを面白く描いた河鍋暁斎や、旗本出身で錦絵や肉筆浮世絵を得意とする鳥文斎栄之、幽霊画や妖怪の浮世絵で有名な月岡芳年など、面白い絵師がたくさんいることが分かり、サングラスの件とこれらをミックスして行き着いたのが、色付き眼鏡をかけた浮世絵師・刺爪秋斎というキャラクターだという。なお、この秋斎の眼鏡はフレームからレンズまで小道具として安田に合わせて特注で作ったものである。
眼鏡は「見るためのアイテム」であるが、「それを使ってどこを見る」ということに安田は着目しているといい、この物語の中で眼鏡は凄く重要なマストアイテムになっているという。
秋斎の台詞について、安田は「僕はね、こうでね、あのね、そのね」というような秋斎の口調は「青木が普段喋ってる音がそのまま生きている」と感じているという。安田は普段このようなテンポ感では喋らないため、そこが難しかったという。これに対して青木は、自身がせっかちな性格あり、逆に安田はマイペースな性格であるため、この齟齬が生まれていると青木は考えており、「秋斎のことを考えながら書いているときの僕の気持ちがそのまま台詞に出ちゃってるんだな」と安田に言われて回顧している。
また、青木の脚本には「だからその」や「えっと」のような言葉も一字一句書いてあるといい、これを安田は「音符感がある」と表現している。これに対して青木は「自分の中のリズム感に合うように書いている」「自分で気持ちの良いテンポ感にするために、そこまで意識せず、つい入れちゃう」と理由を述べている。
青木は2023年に上演された安田の主演舞台『少女都市からの呼び声』 を観劇し、「安田の決め台詞の言い方が変わった」「『マニアック』以降の5年間で、音をオンで出すことや芝居の張り方を身体で覚えていったんだろうな」と感じたという。この変化を感じ取った青木は、本作ではその安田に寄せ、『マニアック』の時よりも細かく演出しているという。
また、青木はこれまで、会話劇の演出では「その瞬間瞬間の空気をどうやって作るか」ということに重きを置いてきたが、ミュージカルの演出を経験したことにより、「エンターテインメント作品をつくるには全員で一つのモーメントを完全に作らないといけない決めポイントが必要だ」ということを学んだといい、『マニアック』からの5年間で安田が違う演技を習得していたこともあり、「良いタイミングで再会できたな」と感じたという。
秋斎の中身に関しては、周囲の人たちを引っ張っていく性格として描いている。前回の『マニアック』で安田が演じた役は周囲の人たちに翻弄される役回りだったが、本作の秋斎は周りを翻弄していくであるため、「物語の中心に立って周囲をどんどん巻き込んで翻弄させてほしい」と青木は安田に期待を寄せている。青木は安田自身の魅力を「明るさ」や「ポジティブさ」だと考えているが、秋斎はそれだけではなく「『この世の中を変えてやる！』という強さも欲しい」と語っており、稽古で細かく安田に指示すると、「一つずつ確実に掴んでくれているのが分かるから心強い」と安田を評している。
青木は安田の『マニアック』以降の5年での変化として「"舞台の音感"みたいなものが凄くなった」「『決め台詞をこの尺でここで決める』とか、『ここで声を張る』とか、そういう感覚が以前より研ぎ澄まされている」と語っており、舞台の演技の定石のようなものが『マニアック』の時よりもしっかりと身についているという。この理由について青木は「この5年間で（安田が）沢山の舞台に出演しているから」だと考えており、安田はこの5年間で福原充則（『忘れてもらえないの歌』『閃光ばなし』）や行定勲（『リボルバー 〜誰が【ゴッホ】を撃ち抜いたんだ?〜』）、唐十郎および金守珍（『少女都市からの呼び声』）といった多彩な演出家の作品に出演しており、そこでの共演者も様々なタイプの俳優がいたため、「頭ではなく体で吸収しているな」と青木は感じたという。これに対して安田は、「唐が土方巽を尊敬して『特権的肉体論』を書き、そこから芝居を作っていこうと学んだ姿勢」から影響を受けているといい、「自分が使える体をフルに使って、そこから削っていくことから生まれてくる輝き」は必ずあり、だからこそ「自分の内側にあるものを爆発させられる」と考えているという。 
秋斎という役柄について安田は「底抜けに明るい人物」と考えており、「悩みはするがこれだと思った瞬間には暴走する」という性格で、これが前述の青木の言う「物語を掻き乱していく」ということだと安田は捉えている。
秋斎は長髪が特徴的であるが、これは秋斎を演じるにあたり、安田が青木に「髪が長い方がマッチしそうやね」という話をしたら、青木が賛同してくれたからだという。

### キャスティング
主演の安田は前述の通り、パルコ側から青木に「安田くんと痛快な時代劇をやりませんか？」とオファーがあったため、安田への当て書きで秋斎役にキャスティングされた。
本作のキャスティングは青木が自ら要望を出した人が多いが、特に、又一郎役の村木仁、ロク役の市川しんぺー、フサ役の池谷のぶえは、青木が「絶対に」と要望を出したという。池谷は「本当に芝居が上手いから、この作品には必ず居てほしい」、村木と市川は「稽古場に居てくれるとなんかホッとするし、心が穏やかになります」とそれぞれの起用理由を述べた。
喜三郎役の大窪人衛は、青木が小川絵梨子が演出を務めた舞台『暗いところからやってくる』（2012年）で大窪を観た時に「本当に子どもに見えて衝撃を受けた」といい、本作でも兄弟役の安田と大窪に「本当の兄弟感」を青木は感じているという。
又蔵役の三浦拓真は、青木が演出を務めた舞台『銀河鉄道の父』（2023年）に出演しており、「しっかりしているのに、ちょっと抜けているところもあって、そのバランスが面白い」と評している。
鯖上役で本作のアクション監督も務める南誉士広は、青木が作・演出を務めた舞台『両国花錦闘士』（2020年 - 2021年）でも俳優として出演しながら、殺陣のサポートを細かいところまで工夫して兼任していたことを青木は評価しており、「あの怖い顔を生かしてオモシロも深く掘ってくれるから面白い」と語っている。
本作のメインビジュアルが発表された時に、唐十郎の妻が「こういう出自が様々な人たちが集まって、一つのお芝居を創るのは、とても良いですね」という言葉を、安田の友人で唐の息子である大鶴佐助がメールで安田に送っていたという。本作は劇団での演劇とは違い、パルコがプロデュースする「商業演劇」だからこそ組める、多ジャンルにわたるバリエーション豊かなキャスティングになっており、安田も「それぞれがあらゆる方面に光っている印象」を受け、これを「ミラーボールが輝くような眩しいエンターテインメントショー、お芝居」と表現している。
また、このように様々なジャンルの俳優が集まると得意な芝居のジャンルは異なるが、それを青木が結ぶことによって各々が光りながら互いに影響し合っており、ミツ役の潤花は本作が宝塚歌劇団を退団後初の舞台、池谷は読売演劇大賞で最優秀女優賞を受賞してから初の舞台、勘太役の落合モトキは映像作品への出演が多い中の舞台への出演、大窪は自身の所属劇団ではない作品への出演、といったように、「これまでとはまた違う光り方をする人もいる」と安田は捉えている。

### 音楽
青木が手掛ける作品は音楽が重要な要素になっているという。例として、「暗転の間にお客さんを待たせちゃうのが嫌」という理由から、どうしても必要な「効果としての暗転」を入れる以外は、作中に暗転を極力しないようにしているという。これは、音楽のライブには基本的に暗転はなく、始まったらずっと続いていくことから影響を受けているという。
本作では劇中で安田の歌唱シーンが存在する。なお、歌唱シーンがあることは雑誌の対談で初めて安田に告げており、対談中に安田も「ちょっと待って、僕、知らないんですけど！」と驚いていた。
劇中歌は3曲あるが、青木曰く「唐十郎の芝居のような感じで入れられたら」と語っており、安田も「唐さんのお芝居に歌が入ることは必然であるように、この物語にも歌が必要だったんだと思っていただけるように歌わないといけないな」とその意図を汲んでいる。これは、「場面転換のためだけに歌を歌う」ということは「めちゃくちゃ格好悪いこと」だと安田は考えており、本作でも「ただの繋ぎ」にならないように、歌詞で時代の匂いをしっかりと伝え、「この物語には音楽が必要なんだ」と思ってもらえることを安田は目標にしているという。
本作が明治時代を舞台にした作品であるため、明治時代中期の日本に興った民間吹奏楽団「市中音楽隊」の愛称であるジンタを冠したロックバンド・浅草ジンタが『マニアック』から引き続き本作の音楽を担当した。
浅草ジンタによると、メインビジュアルの衣裳に身を包んだ安田の写真を見たところから本作の音楽制作が始まったという。「和と洋が入り混ざり、少し謎で自由なイメージをそのまま音に出来たら」と考え、まずは全体のイメージを掘り起こしつつ、節を何個も同時に作り、その節の拍子でテンポを色々と試していき、音楽がベタで予想通りになりすぎる場合は、観客も含め、良い意味で「どうやって裏切ったら面白いだろう」という気持ちで音と向き合っているという。
歌詞がついた3曲の劇中歌は、全体のメロディーバランスをみながら、歌詞に合うパンクのような太くて一本気な比較的ポップかつストレートで分かりやすいものを意識して制作したという。
制作を始めるにあたり、青木から「まずは好きにやってみてよ」と言われたといい、それは「信頼の証」だと受け取り、「良い意味で裏切りのある音楽」を作り、その信頼に応えたという。
青木は劇中歌の歌詞を書いてから、具体的に浅草ジンタのアルバムの曲を挙げながら曲調をメンバーと相談し、青木が「この歌詞だったら暗い感じになるかな」と思っていたら、浅草ジンタ側から「逆の方向が良いんじゃないか」と提案され、それを採用したという。これに対して安田も「初めて曲を聴いたとき、良い意味で裏切られた感がありました」と評しており、『マニアック』の時より世界観が開いた音楽になっているという。
本作の音楽では、ウッドベース、ベース、アコースティック・ギター、エレキギター、サックス、トランペット、チューバ、ドラム、ダラブッカ、ピアノ、シンセサイザーなど、様々な楽器を使っているのが特徴であり、雅楽や抜刀隊のテーマのような「謎だけど浮世絵の世界観」と「明治の始まり」を彷彿とさせる音楽となっており、ウッドベースはスラップ奏法で演奏している。
劇中歌の「出口なし」は浮世絵師としての心情を描いた楽曲となっている。

### 舞台美術
本作の美術を担当した乘峯雅寛が青木の作品に携わるのは本作が初である。
乘峯によると、台本を読み、青木とディスカッションをしていく中で「浮世絵師が描いている世界が絵巻物のように展開していく美術」をイメージしたという。
幕末から明治に移り変わる和洋が混在していた時期の作品だが、基本的には江戸時代から続く浮世絵のイメージを大切にして「浮世を写す絵」を「現代の観客に届けたい」と考えたという。
本作では絵巻物で見せてはいるが、全てを歌舞伎や能のような様式美に作り上げるのではなく、歌舞伎などで使われる書き割り（平面的な背景）の世界の中で、生身の人間活劇が行われるイメージに仕立てているといい、俳優の生っぽい台詞や動き、激しい殺陣がより立体的に見えるように何枚もの絵を組み合わせているという。これにより、本作では映像を一切使わずに、平面の舞台美術のみという限られた条件の中で、奥行き感や浮世絵が持つ不思議な世界観を作り上げている。
また、「各シーンのつながりをシームレスにすること」を大切にしているという。本作では暗転を極力挟まず流れるように転換するために、「アイリス」という仕掛けで舞台を部分的に区切りながら転換する方法を使っている。本作の物語は年単位ではなく「ある一日」を描いているため、明かりが一度も消えずに観客が舞台上の登場人物たちと同じ時間軸で見れるようにこだわっているという。この表現のために、物語の後半に出てくる、舞台上に何気なく転がっている倒木など、平面の中に僅かに立体のものが置かれているという。

## あらすじ
物語の舞台は江戸の幕末から大転換期を迎えた明治黎明期。元御家人で剣も達者な浮世絵師・刺爪秋斎は、新政府を批判したとして邏卒に捕まり番屋に入れられていた。
だが、初犯ということもあり解放され、迎えに来た弟の喜三郎と、保土ヶ谷宿にある又一郎が営む居酒屋で宴を共にしていた。そこで秋斎は喜三郎から出所祝いとして眼鏡をプレゼントされた。
又一郎から、居酒屋の常連客で又一郎の妹であるフサの不思議な能力について聞かされる。どうやらフサは未来を見る能力のあるらしく、秋斎はフサに占ってもらうと、「若く美しい女性に出会う」「その女が秋斎の未来を決めるだろう」と告げられた。すると、居酒屋で居合わせた客の勘太のもとに、行李を抱えた美しい女・ミツがやってきたがやってきた。「秋斎が出会う女性」はミツなのではないかと話していたが、なにやら2人は何者かに追われているらしく、突如、行李の中身を狙う刀や銃を持った男たちが現れる。そして男たちは秋斎たちに襲いかかって来るのだった。2人を助けようと秋斎は喜三郎と共に、襲いかかって来た男たちと大立ち回りを繰り広げる。
この騒動を受けて秋斎は、目の前のあるものを見て、取り憑かれたように絵筆を走らせた。

## 上演日程
| 年                                        | 月                                        | 日                                        | 時間                                      | 会場                                      |
| 東京公演（2024年4月8日 - 29日、全26公演） | 東京公演（2024年4月8日 - 29日、全26公演） | 東京公演（2024年4月8日 - 29日、全26公演） | 東京公演（2024年4月8日 - 29日、全26公演） | 東京公演（2024年4月8日 - 29日、全26公演） |
| ----------------------------------------- | ----------------------------------------- | ----------------------------------------- | ----------------------------------------- | ----------------------------------------- |
| 2024年                                    | 4月                                       | 8日                                       | 13:00                                     | PARCO劇場                                 |
| 2024年                                    | 4月                                       | 8日                                       | 18:00                                     | PARCO劇場                                 |
| 2024年                                    | 4月                                       | 11日                                      | 13:00                                     | PARCO劇場                                 |
| 2024年                                    | 4月                                       | 11日                                      | 18:00                                     | PARCO劇場                                 |
| 2024年                                    | 4月                                       | 12日                                      | 13:00                                     | PARCO劇場                                 |
| 2024年                                    | 4月                                       | 13日                                      | 13:00                                     | PARCO劇場                                 |
| 2024年                                    | 4月                                       | 13日                                      | 18:00                                     | PARCO劇場                                 |
| 2024年                                    | 4月                                       | 14日                                      | 13:00                                     | PARCO劇場                                 |
| 2024年                                    | 4月                                       | 15日                                      | 13:00                                     | PARCO劇場                                 |
| 2024年                                    | 4月                                       | 15日                                      | 18:00                                     | PARCO劇場                                 |
| 2024年                                    | 4月                                       | 18日                                      | 13:00                                     | PARCO劇場                                 |
| 2024年                                    | 4月                                       | 18日                                      | 18:00                                     | PARCO劇場                                 |
| 2024年                                    | 4月                                       | 19日                                      | 13:00                                     | PARCO劇場                                 |
| 2024年                                    | 4月                                       | 20日                                      | 13:00                                     | PARCO劇場                                 |
| 2024年                                    | 4月                                       | 20日                                      | 18:00                                     | PARCO劇場                                 |
| 2024年                                    | 4月                                       | 21日                                      | 13:00                                     | PARCO劇場                                 |
| 2024年                                    | 4月                                       | 22日                                      | 13:00                                     | PARCO劇場                                 |
| 2024年                                    | 4月                                       | 22日                                      | 18:00                                     | PARCO劇場                                 |
| 2024年                                    | 4月                                       | 25日                                      | 13:00                                     | PARCO劇場                                 |
| 2024年                                    | 4月                                       | 25日                                      | 18:00                                     | PARCO劇場                                 |
| 2024年                                    | 4月                                       | 26日                                      | 13:00                                     | PARCO劇場                                 |
| 2024年                                    | 4月                                       | 27日                                      | 13:00                                     | PARCO劇場                                 |
| 2024年                                    | 4月                                       | 27日                                      | 18:00                                     | PARCO劇場                                 |
| 2024年                                    | 4月                                       | 28日                                      | 13:00                                     | PARCO劇場                                 |
| 2024年                                    | 4月                                       | 29日                                      | 12:00                                     | PARCO劇場                                 |
| 2024年                                    | 4月                                       | 29日                                      | 17:00                                     | PARCO劇場                                 |
| 大阪公演（2024年5月3日 - 10日、全8公演）  |                                           |                                           |                                           |                                           |
| 2024年                                    | 5月                                       | 3日                                       | 15:00                                     | 東大阪市文化創造館 Dream House 大ホール   |
| 2024年                                    | 5月                                       | 4日                                       | 13:00                                     | 東大阪市文化創造館 Dream House 大ホール   |
| 2024年                                    | 5月                                       | 4日                                       | 18:00                                     | 東大阪市文化創造館 Dream House 大ホール   |
| 2024年                                    | 5月                                       | 5日                                       | 13:00                                     | 東大阪市文化創造館 Dream House 大ホール   |
| 2024年                                    | 5月                                       | 6日                                       | 13:00                                     | 東大阪市文化創造館 Dream House 大ホール   |
| 2024年                                    | 5月                                       | 8日                                       | 13:00                                     | 東大阪市文化創造館 Dream House 大ホール   |
| 2024年                                    | 5月                                       | 9日                                       | 13:00                                     | 東大阪市文化創造館 Dream House 大ホール   |
| 2024年                                    | 5月                                       | 10日                                      | 13:00                                     | 東大阪市文化創造館 Dream House 大ホール   |

## 登場人物

### 主な登場人物
刺爪秋斎（さしづめ しゅうさい）
演 - 安田章大
元御家人で剣も達者な浮世絵師。
「新政府を批判した」として邏卒に捕まり番屋に入れられていたが、初犯ということもあり解放された。
弟の喜三郎から出所祝いとしてプレゼントされた眼鏡を着用している。
明治の新時代をどう生きていけば良いのか、浮世絵師として何を描いていけば良いのかが分からなくなり、生き方や考え方を悩んでいる。
ミツ
演 - 潤花
秋斎の前に現れた、慶喜の元・妾だという謎の女。
ミツが持つ行李を邏卒たちから狙われている。
フサ
演 - 池谷のぶえ
木賃宿の女将。又一郎の妹。
未来が見える能力がある。
勘太
演 - 落合モトキ
ミツの夫になろうという男。
秋斎が訪れた居酒屋でミツを待っていた。
喜三郎
演 - 大窪人衛
秋斎の弟。簪職人。
職人らしい生真面目な部分を根っこに持っている。
秋斎に出所祝いとして眼鏡をプレゼントした。
又一郎
演 - 村木仁
秋斎が訪れた人気がない居酒屋の店主。
妻は既に亡くなっている。
鯖上（さばがみ）
演 - 南誉士広
薬種問屋の番頭。
山路の手下として、裏ではとあることに関わっている。
又蔵
演 - 三浦拓真
又一郎の息子。
ロク
演 - 市川しんぺー
又一郎とフサと幸次郎の父。元僧侶の亡霊。
幸次郎
演 - 市川しんぺー
フサの兄でロクの息子。
山路守隆
演 - 中村梅雀
邏卒組頭。
「薩摩と長州が今の勢いに乗って、この先何百年も日本の全てを牛耳っていける」と信じており、「自分の言うことを聞かない人間や使えない人間は抹殺するべき」「日本人が全て薩摩人になれば良い」という考えを持っている。

## キャスト
※出典を参照。
- 刺爪秋斎 - 安田章大
- ミツ - 潤花
- フサ - 池谷のぶえ
- 勘太 - 落合モトキ
- 喜三郎 - 大窪人衛
- 又一郎 - 村木仁
- 鯖上 - 南誉士広[注 3]
- 又蔵 - 三浦拓真
- ロク / 幸次郎 / 罪人 - 市川しんぺー
- 山路守隆 / 閻魔大王 - 中村梅雀
- 男1 / 赤鬼 / 手下 - 川島弘之
- 男2 /青鬼 / 手下 - 益川和久
- 男3 / 邏卒 / 手下 - 岩崎祐也
- 男4 / 邏卒 / 手下 - 鈴木幸二
- スウィング - 松浦慎太郎、髙柳絢子

## 劇中歌
- 出口なし[65][47]
- よなおしの歌[66]
- あのよこのよ[67]

## プロモーション
- 2024年1月19日、本作の情報が解禁された[2][3][4]。
- 同年2月16日、安田以外のメインキャストと本作のメインビジュアルが公開された[57][68]。
- 同年4月7日、本作の初日前会見が東京公演の会場であるPARCO劇場にて行われた[5][6][7]。
- 同年4月8日
  - 本作の東京公演の上演が開始し、同年4月29日まで上演された[2][3][4]。
  - 本作の公演パンフレットが同年6月10日までオンラインでも販売された[69][70]。
  - PARCO劇場ホワイエ内のカフェにて、本作のオリジナルメニューが同年4月29日まで展開された[71]。
- 同年5月3日、本作の大阪公演の上演が開始し、同年5月10日まで上演された[2][3][4]。

## グッズ
※出典を参照。
| グッズタイトル                           | 価格    |
| ---------------------------------------- | ------- |
| 公演パンフレット                         | 2,000円 |
| 公演オリジナルマルチケース（巻物タイプ） | 2,000円 |

このほか、本作のPARCO劇場での上演期間中（2024年4月8日 - 4月29日）にPARCO劇場ホワイエ内のカフェにて、本作のオリジナルメニューが展開された。

## スタッフ
※出典を参照。
- 作・演出 - 青木豪
- 美術 - 乘峯雅寛
- 照明 - 髙見和義、松田かおる
- 音響 - 青木タクヘイ
- 衣裳 - 髙木阿友子
- ヘアメイク - 林みゆき
- かつら - 秋庭優一
- 音楽 - 浅草ジンタ
- 殺陣 - 南誉士広
- ステージング - 下司尚実
- 演出助手 - 山下茜
- 舞台監督 - 弘中勲、林和宏
- 演出部 - 高橋太郎、岸川卓巨、伊藤智史、松谷香穂、織田圭祐、石川陽香、渡辺弘、佐久間夕貴、十河尭史
- 衣裳部 - 吉元あおい、館林まどか
- 照明部 - 若田部緑、青木七海、石塚こずえ、保坂美沙
- 音響部 - 末谷あずさ、松宮辰太郎、川島弥由、山本柚香
- ヘアメイク部 - 根布谷恵子
- 大道具製作 - 黒澤花如（俳優座劇場舞台美術部）
- 小道具 - 西村太志（高津装飾美術）、古田真美（高津装飾美術）
- 特殊小道具 - 白石敦（SHIMS）
- 衣裳製作 - 東宝舞台（久保田俊一、伊藤舞佳、大石ともこ、仲村みさ子、山田奈菜恵、星登美子、清水智佳子、遠藤美南、笹野茂之）
- かつら製作 - 奥松かつら（熊井哲也、小沼佳奈、細岡和美）
- 電飾 - 原島いづみ（イルミカ）
- 運送 - 饒村薫（マイド）
- 時代考証 - 山田順子
- 薩摩弁方言指導 - 中村章吾
- 音楽協力
  - オリエンタルパーカッション - ムハンマド上田トム（タブラクワイエサ）
  - ダラブッカ - 空中紳士（タブラクワイエサ）
  - 三味線・長唄 - 桂小すみ（公益社団法人落語芸術協会）
  - アコーディオン - 櫛山健一郎
  - ピアノ - ダイヤ・ピアノ・サンタ
  - レコーディング、ミキシング、マスタリング・エンジニア - 青野晋也（LD&Kスタジオ）
  - 協力 - 片桐敦子
- アーティスト・マネジメント - STARTO ENTERTAINMENT、アミューズ、ダックスープ、イトーカンパニー、吉住モータース、ヴィレッヂ、BRATS、青年座映画放送、ゴーチ・ブラザーズ、土屋企画、文学座
- 協力 - キューブ、クリエイティブ・アート・スィンク、ステージオフィス、スタジオAD、奥松かつら、ザ・サムシングエルス、H9plus、プロダクション・タンク、リトル・ジャイアンツ、シグマ コミニケーションズ、ヴォートル、ジェイウイング、河鍋暁斎記念美術館、スクランブル（メガネナカジマ）
- 宣伝広報 - ディップス・プラネット
- 宣伝美術 - 榎本太郎
- 宣伝写真 - 伊藤大介
- 宣伝衣裳 - 高木阿友子
- 宣伝ヘアメイク - CHIHIRO（安田章大）、林みゆき
- 宣伝かつら製作 - 奥松かつら、秋庭優一
- 着付け - 小松陽佳留
- 宣伝衣裳協力 - ROBEJAPONICA、三松、ふりふ
- 撮影協力 - スタジオプレステージ
- 舞台写真 - 田中亜紀
- PARCO広報 - 大川慶子
- PARCO票券 - 中森舞
- 東京票券 - サンライズプロモーション東京（高橋一仁、北野ちづる、山本杏香、福村彩）
- 大阪公演主催 - ABCテレビ（大川大樹、山口美栄）、サンライズプロモーション大阪（山田泰彦、岡橋千晴）
- 制作 - 沢田侑穂、足立悠子、牛田さとみ
- プロデューサー - 梶浦智嗣
- 企画 - 尾形真由美
- 製作 - 小林大介
- 企画・製作 - 株式会社パルコ